# Shenzhou 7
La Shenzhou 7 (in cinese semplificato: 神舟七号) è la terza missione umana del programma spaziale cinese. Il lancio è avvenuto il 25 settembre 2008 alle ore 21.10. Tale data è stata scelta per essere a metà tra la fine delle paraolimpiadi e la festa nazionale Cinese del 1º ottobre. Il 28 settembre la missione si è felicemente conclusa con il rientro dell'equipaggio e dell'atterraggio nelle pianure della Mongolia. Questa missione è stata la settima ad utilizzare la capsula Shenzhou e la prima a portare in orbita contemporaneamente tre membri dell'equipaggio ma l'obiettivo più prestigioso è stato raggiunto il secondo giorno di missione con la realizzazione della prima passeggiata spaziale del programma cinese.

## Equipaggio
- Comandante: Zhai Zhigang (1)
- Liu Boming (1)
- Jing Haipeng (1)

Tra parentesi il numero di voli spaziali completati da ogni membro dell'equipaggio, inclusa questa missione.

### Equipaggio di riserva
- Comandante: Chen Quan
- Fei Junlong
- Niè Hǎishèng

## Obiettivi della missione

### Prima EVA Cinese
Come già detto, l'obiettivo principale di questa missione è stato quello di effettuare la prima EVA (passeggiata spaziale) nella storia dell'astronautica Cinese. Tale compito è stato svolto dal comandante Zhai Zhigang. Per questo obiettivo l'agenzia spaziale cinese ha dovuto lavorare per realizzare una propria tuta per le attività extraveicolari. Inoltre, per la prima volta, gli astronauti cinesi si sono addestrati in una piscina per simulare l'assenza di peso. La Cina è quindi la terza nazione che ha compiuto una passeggiata spaziale. Prima di essa furono l'Unione Sovietica e gli Stati Uniti d'America ad effettuare delle EVA. La passeggiata spaziale è durata 20 minuti, oltre a 30-40 minuti necessari per la depressurizzazione e pressurizzazione della navetta. Durante la passeggiata del comandante Zhai Zhigang, Liu Boming è rimasto all'interno dell'Airlock indossando una tuta spaziale di fabbricazione russa pronto ad intervenire in caso di necessità. Il terzo astronauta, Jing Haipeng, è invece rimasto nel modulo di rientro per monitorare la situazione generale della navetta spaziale.
Poco prima dell'uscita del comandante, il centro di controllo della missione ha registrato un allarme incendio. Ma dopo aver effettuato tutte le verifiche del caso, è stato appurato che si è trattato di un falso allarme e si è quindi potuto procedere secondo il programma.

### Lancio di un satellite
Per la prima volta, è stato rilasciato un mini satellite durante tale missione. Il satellite ha la forma di un cubo con il lato di circa 40 cm e di una massa complessiva di 40 chilogrammi. Esso è dotato di una fotocamera CCD stereo. Questo piccolo satellite per le osservazioni è stato rilasciato appena dopo che il comandante ha terminato la sua storica passeggiata spaziale. Esso è stato poi guidato a circa 100 - 200 chilometri di distanza dalla navetta.